# Uszanka (ssaki)
Uszanka (Zalophus) – rodzaj ssaków morskich z rodziny uchatkowatych (Otariidae).

## Rozmieszczenie geograficzne
Rodzaj obejmuje gatunki występujące u wybrzeży północnego Oceanu Spokojnego i Ameryki Południowej.

## Morfologia
Długość ciała samic 120–200 cm, samców 150–240 cm; masa ciała samic 50–110 kg, samców 250–390 kg; długość ciała noworodków 60–80 cm, masa ciała noworodków 6–9 kg.

## Systematyka
Rodzaj zdefiniował w 1866 roku amerykański ichtiolog, teriolog i malakolog Theodore Nicholas Gill w artykule zatytułowanym Wstępna monografia płetwonogich opublikowanym na łamach „Proceedings (Communications) Essex Institute”. Gatunkiem typowym jest (oznaczenie monotypowe) uszanka kalifornijska (Z. californianus).

### Etymologia
Zalophus: gr. ζα- za- ‘bardzo’; λοφος lophos ‘czub’.

### Podział systematyczny
Do rodzaju należą następujące współczesne gatunki:
| Grafika | Gatunek                | Autor i rok opisu     | Nazwa zwyczajowa      | Podgatunki         | Rozmieszczenie geograficzne | Podstawowe wymiary             | Status IUCN |
| ------- | ---------------------- | --------------------- | --------------------- | ------------------ | --- | ------------------------------ | ----------- |
|         | Zalophus californianus | (Lesson, 1828)        | uszanka kalifornijska | gatunek monotypowy | północno-wschodni Ocean Spokojny od południowo-środkowej Alaski, przez przybrzeżną Kanadę i Stany Zjednoczone do Islas Marías (u wybrzeży Nayarit) i Zatoki Kalifornijskiej (Meksyk) | DC: do 240 cm MC: do 390 kg    | LC          |
|         | Zalophus japonicus     | (W.C.H. Peters, 1866) | uszanka japońska      | gatunek monotypowy | północno-zachodnie wybrzeża Oceanu Spokojnego w Japonii, Korei i Rosji (wyspa Sachalin, niepewny zasięg na południowej części półwyspu Kamczatka)                                    | DC: do 250 cm MC: do 450 kg    | EX          |
|         | Zalophus wollebaeki    | Sivertsen, 1953       | uszanka galapagoska   | gatunek monotypowy | endemit Ekwadoru: Galapagos (wszystkie główne wyspy i liczne mniejsze skały), nieregularne na Isla de la Plata (poza kontynentalnym Ekwadorem)                                       | DC: około 150 cm MC: do 250 kg | EN          |

Kategorie IUCN:  LC  – gatunek najmniejszej troski,  EN  – gatunek zagrożony,  EX  – gatunek wymarły. 